# Jaylin Williams
Jaylin Michael Williams, född 29 juni 2002 i Fort Smith i Arkansas, är en amerikansk professionell basketspelare (C/PF) som spelar för Oklahoma City Thunder i National Basketball Association (NBA).
Han draftades av Oklahoma City Thunder i andra rundan i 2022 års draft som 34:e spelare totalt.
Innan Williams blev proffs studerade han vid University of Arkansas och spelade för deras idrottsförening Arkansas Razorbacks.